# Paul Bergon
Louis-Jacques-Paul Bergon (XI Distrito de París, 27 de septiembre de 1863 - XVII Distrito de París, 22 de enero de 1912) fue un naturalista, botánico, algólogo, fotógrafo, músico, y alpinista francés. Fue un exquisito taxónomo de la familia de las orquídeas. Era hijo del banquero Bernard Frédéric Bergon y sobrino del pintor René Le Bègue.
Como fotógrafo realizó varias exposiciones en París, especializándose en el desnudo humano, y practicando la fotografía en color al advenir el autocromo en 1907.

## Algunas publicaciones

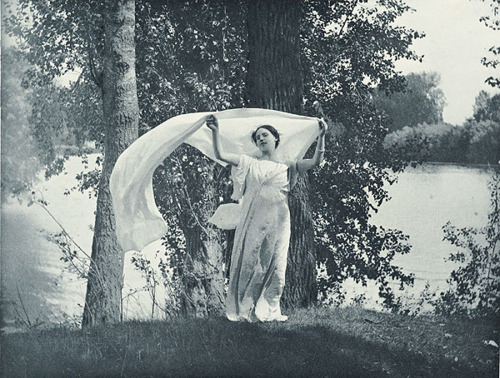
"Etude de plein air".

- 1908. Monographie des orchidées de l'Europe, de l'Afrique Septentrionale, de l'Asie Mineure et des Provinces Russes transcaspiennes. Con Edmond-Gustave Camus, Aimée Camus. Ed. Librairie J. Lechevalier, 484 pp.
- 1907. Biologie des Diatomées: Les processus de division, de rajeunissement de la cellule et de sporulation chez le Biddulphia mobiliensis Bailey
- 1903. Etudes sur la flore diatomique du Bassin d'Arcachon et des parages de l'Atlantique voisins de cette station. Ed. G. Gounouilhou, 78 pp.
- Diatomaceae: Bergon's Monograph on Entogonia : Translation Into English of Descriptions of Species and Varieties. 56 pp.
- 1898. Art photographique. Le nu et le drapé en plein air. Texte et illustrations de MM. Paul Bergon et René Le Bègue. Con René Le Bègue. Ed. C. Mendel, 45 pp.

## Eponimia
- (Orchidaceae) Ophrys bergonii A.Camus[4]
- (Orchidaceae) Serapias bergonii E.G.Camus[5]
- (Orchidaceae) Serapias bergonii E.G.Camus var. aphroditae (P.Delforge) H.Baumann & R.Lorenz[6]
- (Orchidaceae) Serapias bergonii E.G.Camus subsp. aphroditae (P.Delforge) Kreutz[7]
- (Orchidaceae) Serapias bergonii E.G.Camus subsp. cilentana Presser[8]
- (Orchidaceae) Serapias bergonii E.G.Camus f. cilentana (Presser) P.Delforge[9]
- (Orchidaceae) Serapias bergonii E.G.Camus var. politisii (Renz) H.Baumann & R.Lorenz[6]
- (Orchidaceae) Serapias bergonii E.G.Camus subsp. politisii (Renz) Kreutz[7]